# Клингенберг на Мајни
Клингенберг на Мајни (њем. Klingenberg am Main) град је у њемачкој савезној држави Баварска. Једно је од 32 општинска средишта округа Милтенберг. Према процјени из 2010. у граду је живјело 6.248 становника. Посједује регионалну шифру (AGS) 9676134.

## Географски и демографски подаци
Клингенберг на Мајни се налази у савезној држави Баварска у округу Милтенберг. Град се налази на надморској висини од 128 метара. Површина општине износи 21,2 km². У самом граду је, према процјени из 2010. године, живјело 6.248 становника. Просјечна густина становништва износи 295 становника/km².

## Међународна сарадња
| Мјесто | Држава    | Врста сарадње | Од    |
| ------ | --------- | ------------- | ----- |
|        | Француска | партнерство   | 1980. |
| Извор  |           |               |       |